# Bé (economia)

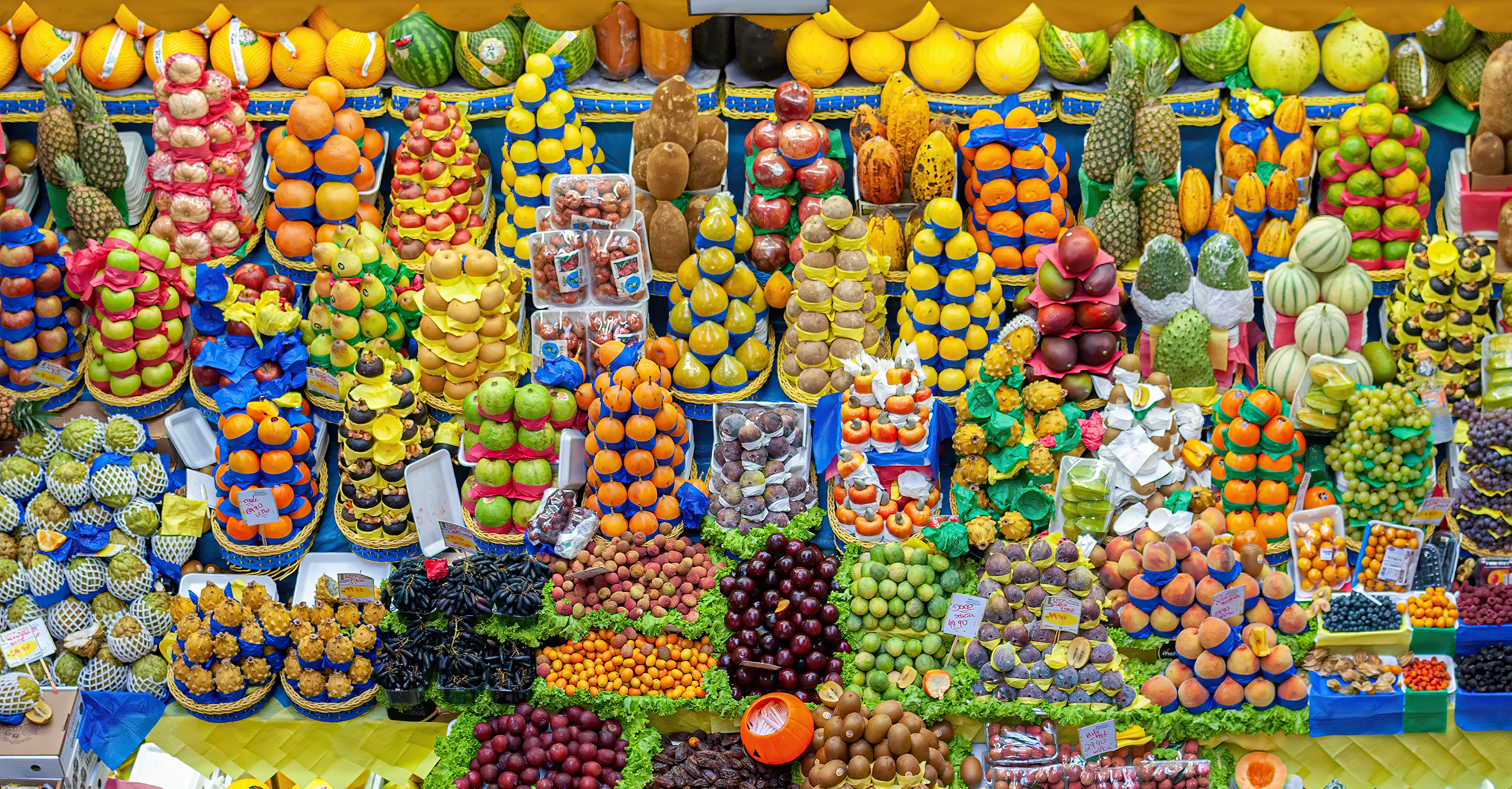
Imatge d'un mercat a Sao Paulo (Brasil)

En economia, un bé és cadascun dels mitjans, obtinguts a través del procés productiu o del treball, utilitzats per a satisfer les necessitats humanes.
De manera més general, un bé econòmic és qualsevol objecte o servei que ens ajuda a cobrir una necessitat i que, per tant, té una determinada utilitat. En l'àmbit econòmic, la utilitat s'entén com la satisfacció que experimenta el consumidor en fer ús d'un bé determinat.
L’economia se centra en l’estudi dels béns econòmics, és a dir, aquells béns que són escassos i que requereixen esforç o recursos per a produir-los, a diferència dels anomenats béns lliures, com ara l’aire, per als quals hi ha una oferta il·limitada.
No s'ha de confondre «bé econòmic» amb «bé» en el sentit ètic o moral. En l'àmbit de l'economia, un «bé» no té cap connotació moral o ideològica.

### Classificació dels béns econòmics
Els béns poden ser classificats en funció de diferents criteris. Els més habituals són la rivalitat-exclusió, el nivell de renda, la relació amb la demanda i el preu, el temps de consum, i la fase del procés productiu.

## Rivalitat i exclusió

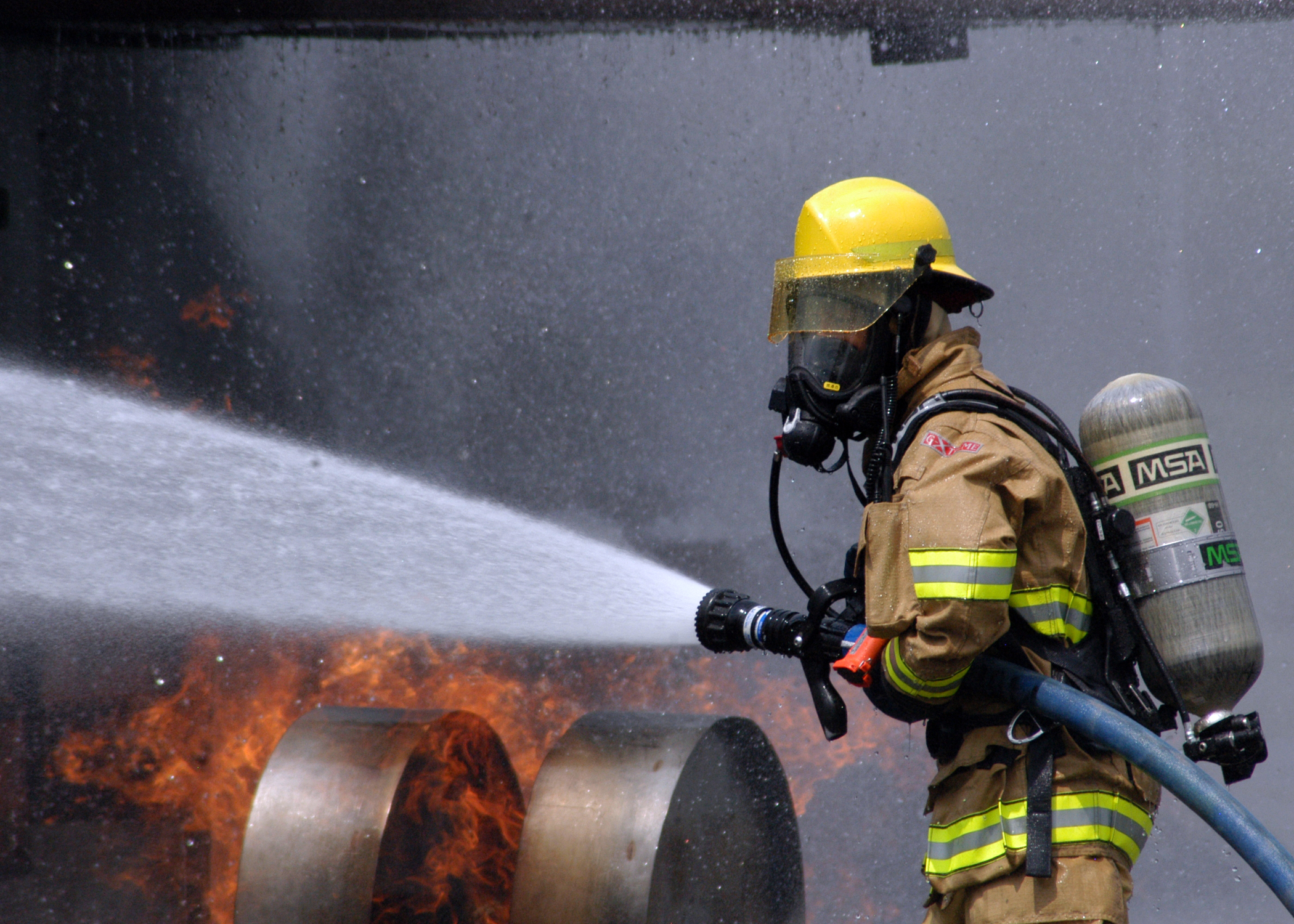
El servei de Bombers és un exemple de bé públic

La rivalitat fa referència al fet que un bé només pot ser consumit per una sola persona (o una sola llar). L'exclusió fa referència a la possibilitat que algunes persones quedin excloses del consum d'un bé si no el paguen.
- Bé públic. Bé que no és rival ni excloent. És a dir, el pot consumir tothom i ningú pot ser exclòs del seu consum. Per tant, és un bé que pot ser consumit independentment de qui el pagui. Alguns exemples de béns públics són la defensa nacional, el servei de bombers, l'exploració espacial o la conservació d'espècies en perill d'extinció. Encara que una persona es negui a finançar qualsevol d'aquests béns públics, és impossible impedir que els consumeixi. Una de les funcions de l'Estat és utilitzar el seu poder recaptatori per finançar els béns públics.
- Bé privat: Bé rival i excloent. És a dir, és rival en el consum (només una persona o llar el pot consumir) i és excloent (es pot impedir que algunes persones el consumeixin si no el paguen). Alguns exemples de béns privats són: una hamburguesa, una peça de roba o un automòbil.
- Bé comú. Bé rival però no excloent. És a dir, ningú no pot ser exclòs del seu consum, però la quantitat disponible disminueix en consumir-se. Un exemple de bé comú és el medi ambient.
- Bé col·lectiu. Bé no rival però excloent. És a dir, el consum n'està restringit a un grup de consumidors, però tots els membres del grup poden gaudir del bé de manera igualitària. Un exemple de bé col·lectiu són les autopistes de peatge.

| Classificació dels béns segons la seva rivalitat-exclusio | Rivalitat | Exclusió |
| --------------------------------------------------------- | --------- | -------- |
| Bé públic                                                 | No        | No       |
| Bé privat                                                 | Sí        | Sí       |
| Bé comú                                                   | Sí        | No       |
| Bé col·lectiu                                             | No        | Sí       |

### El problema del paràsit[2]
La majoria dels béns públics es financen a través dels impostos. Però què passaria si s'eliminessin els impostos i es demanés als ciutadans que aportessin diners voluntàriament per a finançar els béns públics (defensa nacional, els carrers...)?
El problema de les aportacions voluntàries per finançar béns públics és conegut en economia com el «problema del paràsit». Cada persona tracta de beneficiar-se dels béns públics sense pagar-los, a expenses de què ho facin els altres. Ara bé, si tothom es comportés com un paràsit no hi hauria diners per finançar els béns públics. Aquest problema suggereix que si un Estat decidís substituir els impostos per aportacions voluntàries, molts programes públics es reduirien o bé desapareixerien.
Moltes organitzacions i institucions privades, com ara algunes organitzacions no governamentals, recapten diners mitjançant aportacions voluntàries. Al capdavall, moltes persones s'inclinen a no actuar com a «paràsits» i fan contribucions a entitats que proporcionen béns públics. Hi ha diverses tècniques per incentivar la ciutadania a participar-hi:
a) Oferir alguna cosa a canvi. Les persones són més proclius a fer aportacions econòmiques si reben alguna cosa a canvi, com ara samarretes, llibres o subscripcions “gratuïtes” a revistes.
b) Igualtat d’aportació. La gent tendeix a contribuir més si sap que tothom aporta la mateixa quantitat de diners.
c) Apel·lar al sentit de responsabilitat ciutadana o a un valor ètic o moral. Fer veure que contribuir és part d’una obligació cívica o moral pot motivar la participació.

### El principi de l'efecte difusió (spillover-effect)[2]
Els costos o els beneficis del consum de determinats béns no afecten només la persona o institució que decideix la quantitat que es produeix o es consumeix.

##### Béns públics
Considerem el cas d'una presa d'aigua en una vall. La presa té un cost de 200.000 €. Suposem que a la vall hi viuen 100.000 persones, cada una de les quals obtindria un benefici de 5 € per la presa. Així, el benefici total seria de 500.000 € pels habitants de la vall. Com que el benefici (500.000 €) és superior al cost de construcció de la presa (200.000 €), la presa s'hauria de construir. Ara bé, cap persona construirà la presa pel seu compte, perquè el cost (200.000 €) seria molt superior al seu benefici personal (5 €). Dit d'una altra manera, si cada persona té només en compte els beneficis personals, la presa no es construirà. Tanmateix, l'Estat pot resoldre el problema a través de la recaptació d'impostos per tal de finançar la construcció de la presa. Si es fes d'aquesta manera, el cost de 200.000 € de la construcció es podria repartir entre els 100.000 habitants de la vall, amb un cost de 2 € per persona. D'aquesta manera, el cost per cada habitant (2 €) encara seria inferior al benefici que obtindria amb la construcció de la presa (5 €). Aquest és un exemple de l'efecte-difusió positiu que pot tenir el poder recaptatori dels estats per proveir de béns públics a la població.

##### Béns privats
Considerem l'educació universitària. L'educació universitària pot considerar-se un bé privat, atès que es tracta d'un bé excloent (no tothom té accés a l'educació universitària per motiu de quotes d'alumnes o matrícules). No obstant això, tot i ser un bé privat, pot tenir un efecte-difusió positiu per a tota la societat.
a) En els centres de treball. Les persones amb alt nivell d'estudis tenen la capacitat de millorar els processos de producció. Quan aquestes persones formen part dels equips de treball, la productivitat augmenta, i els salaris de tot l'equip poden incrementar-se.
b) Efectes de caràcter cívic. En les societats democràtiques, els ciutadans prenen decisions de manera col·lectiva votant en les eleccions. En una societat amb un nivell alt d'educació, és més probable que la gent voti de manera més informada i intel·ligent, beneficiant a la resta de ciutadans.
Per aquest efecte-difusió positiu de l'educació, els estats estableixen programes per animar a la gent a estudiar. Per exemple, finançant l'ensenyament públic obligatori, subvencionant la formació universitària i les beques a determinats estudiants, o bé amb la subvenció de programes d'investigació. Si un projecte d'investigació té com a resultat un increment de coneixement o el desenvolupament d'una millor tecnologia, els beneficis del projecte es difondran a tots els consumidors i productors. Aquest és un exemple de per què pot ser beneficiós per a la societat que l'Estat financi programes d'investigació en l'àmbit científic.

## Nivell de renda

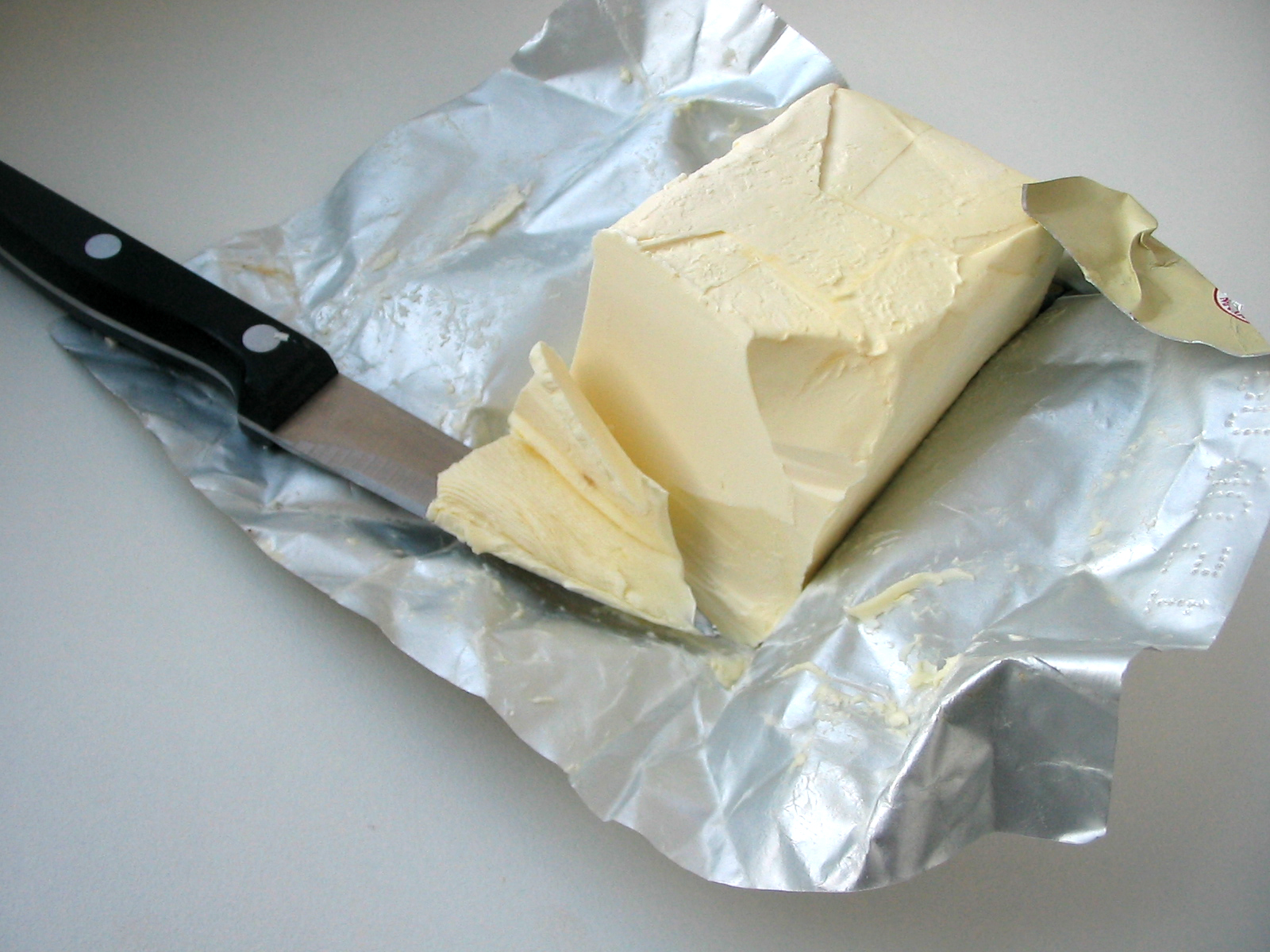
La margarina és un exemple de bé inferior.

Els consumidors utilitzen la seva renda per comprar productes. Com més alta és la renda (més diners), més poden gastar. En funció d'aquest criteri, els béns poden ser de dos tipus.
- Bé normal. La demanda del bé s'incrementa en augmentar la renda del consumidor.
- Bé inferior. La demanda del bé es redueix en augmentar la renda del consumidor.

Exemple. En la majoria dels casos, un bé inferior acostuma a ser un bé barat. És el cas de la margarina, que té una alternativa més cara, la mantega. Quan augmenta la renda, alguns consumidors deixen de comprar el bé inferior (la margarina) i compren el car (la mantega). Per aquest motiu, la demanda de margarina disminueix i augmenta la demanda de mantega.  Altres exemples de béns inferiors poden la roba usada o els viatges en autobusos interurbans.

## Relació amb el preu i la demanda
La Llei de la demanda estableix que "com més alt és el preu, menor és la quantitat demanada d'un bé", sempre que es mantinguin la resta de condicions constants (ceteris paribus). D'aquesta manera, la variació del preu dels béns provoca variacions de la quantitat demanada dels productes. Així, es pot fer la següent classificació inicial:
- Bé ordinari. La seva demanda disminueix en augmentar-ne el preu. És el més habitual i, per tant, aquest grup inclou la majoria dels béns del mercat. Per exemple, si augmenta el preu de les sales de cinema, es produirà una reducció en l'assistència a les sales.
- Bé Giffen (o de Guiffen).[4] La seva demanda augmenta en augmentar-ne el preu. Per tant, es tracta d'una excepció a la Llei de la demanda. En determinades situacions, com en les economies de subsistència, l'increment del preu d'un determinat bé pot suposar, alhora, un increment de la demanda. Imaginem el cas de persones que es troben en situació d'extrema pobresa o amb un pressupost econòmic molt limitat. Segons augmenta el preu dels aliments bàsics (pa, patates, fruita) els consumidors no es poden permetre adquirir altres tipus d'aliments molt més cars (carn, peix), de manera que han d'augmentar-ne el consum dels bàsics, tot i l'increment del preu.

Ara bé, la demanda d'alguns béns també pot estar afectada pel preu d'altres béns amb els quals estan relacionats. Així, podem subdividir els béns en:
- Béns substitutius. Dos béns relacionats de tal manera que l'increment en el preu d'un bé provoca que els consumidors demanin més de l'altre bé. Per exemple, els «tacos» i la «pizza» poden ser definits com a béns substitutius. Un augment del preu dels «tacos» incrementa la demanda de pizzes, atès que alguns consumidors substituiran «tacos» per pizzes, que són més barates amb relació als «tacos».
- Béns complementaris. Dos béns relacionats de tal manera que l'increment en el preu d'un bé causa que els consumidors demanin menys de l'altre bé. Per exemple, la pizza i la cervesa són béns complementaris. Si augmenta el preu de la cervesa, s'incrementarà el cost d'un menjar consistent en "pizza i cervesa", per la qual cosa es reduirà la demanda de pizza. Uns altres exemples són la tinta i la impressora: si el preu de la tinta augmenta, és molt probable que disminueixi la demanda d'impressores.

| Variacions de la demanda i tipus de béns | Variacions de la demanda i tipus de béns |
| ---------------------------------------- | ---------------------------------------- |
| Augment de la demanda                    | Disminució de la demanda                 |
| El bé és normal i la renda augmenta      | El bé és normal i la renda disminueix    |
| El bé és inferior i la renda disminueix  | El bé és inferior i la renda augmenta    |
| El preu d'un bé substitutiu augmenta     | El preu d'un bé substitutiu disminueix   |
| El preu d'un bé complementari baixa      | El preu d'un bé complementari augmenta   |

Un altre criteri de classificació vinculat amb la demanda és la divisió dels béns segons la seva elasticitat preu-demanda (EPD). L'elasticitat-preu de la demanda mesura la «sensibilitat» de la quantitat demandada d'un determinat bé o producte en funció de les variacions del preu. Així, es diu que la demanda d'un bé és «elàstica» si una petita variació del preu provoca una gran variació en la demanda. En cas contrari, es diu que es tracta d'una demanda «inelàstica». Habitualment, l'elasticitat-preu d'un determinat bé depèn de l'existència de substitutius. Per exemple, no existeixen gaires substitutius de la insulina, per la qual cosa els consumidors no solen ser sensibles a la variació del preu. Fet i fet, una variació del preu de la insulina no provocarà una reducció rellevant de la quantitat demandada.
L'elasticitat-preu de la demanda d'un bé o producte (Ep) pot calcular-se dividint la variació percentual de la quantitat demandada per la variació percentual del preu:
{\displaystyle E_{p}={\frac {\%\ {\mbox{variació en la quantitat demandada}}}{\%\ {\mbox{variació en el preu}}}}}
Seguint aquest criteri, els béns poden classificar-se de la següent forma:
- Béns elàstics. Quan l'elasticitat-preu és superior a 1 (Ep>1). En aquesta situació, els consumidors són molt sensibles a qualsevol variació del preu del bé o producte. Habitualment, un bé és elàstic quan hi ha molts béns substitutius. Per exemple, una marca específica de cafè. Com que hi ha moltes marques de cafè, l'increment del preu d'una marca determinada pot reduir la seva demanda, atès que el consumidor pot substituir-la per una altra amb relativa facilitat.
- Béns inelàstics. Quan l'elasticitat-preu és inferior a 1 (Ep<1). En aquesta situació els consumidors no són gaire sensibles a les alteracions del preu del bé o producte. Un exemple d'aquest tipus és la sal. Atès que no hi ha gaires béns substitutius de la sal, un increment de preu no reduiria significativament la demanda d'aquest bé.
- Béns d'elasticitat unitària. Quan l'elasticitat-preu és igual a 1 (Ep=1). Aquesta situació es dona quan la variació percentual de la demanda és igual a la variació percentual del preu.

L'elasticitat-preu de la demanda també es veu afectada per altres elements com el temps, la importància del pressupost o si es tracta de béns necessaris o de luxe. Atès que canviar els hàbits de consum comporta temps, com més temps tinguin els consumidors per a respondre a una variació de preu, més rellevant serà la seva resposta. D'altra banda, si un bé representa una part petita del pressupost del consumidor, la demanda d'aquest bé serà relativament inelàstica. Finalment, en el cas dels béns necessaris (com el pa, l'arròs o les patates), la demanda és relativament inelàstica. Ara bé, en el cas d'articles de luxe (viatges en avió o menjar a restaurants) la demanda és relativament elàstica, atès que és més fàcil prescindir-ne d'aquest tipus de béns.

## Temps de consum
- Béns duradors. Aquells que duren molt de temps (anys). Per exemple: automòbils, televisors, frigorífics.[1][2]
- Béns no duradors. Aquells que es consumeixen ràpidament. Per exemple: el menjar.[1][2]

## Procés de producció
Segons el lloc que ocupà un bé al llarg de procés productiu, els béns poden classificar-se en:
- Béns de producció (maquinària, primeres matèries, etc.). Es tracta de béns que serveixen indirectament per a la satisfacció de les necessitats i que alhora poden ser objectes de treball (és a dir, objectes obtinguts a través del treball, com, per exemple, els minerals, les primeres matèries, etc.), o bé mitjans de treball (és a dir, objectes emprats per a transformar, com ara les màquines, les eines, etc.). També són anomenats béns intermedis.[2]
- Béns de consum (productes acabats, aliments, etc.). Són els béns destinats als consumidors, béns que responen d’una manera directa a la satisfacció de les necessitats. Un mateix bé pot exercir les funcions de bé de consum i de producció (l’electricitat pot servir per a fer anar una fàbrica o per al consum privat). La terminologia anglosaxona anomena inputs tots els béns de producció que entren a formar part del cost de fabricació, i outputs, els productes acabats.